# Nils Bildensköld
Nils Bildensköld (tidigare Langelius), född 27 februari 1683 i Linköpings församling, Östergötlands län, död 11 september 1740, var en svensk ämbetsman. 

## Biografi
Nils Bildensköld föddes 1683 i Linköpings församling. Han var son till domprosten Olavus Langelius och Catharina Jönsdotter. Bildensköld blev 1 maj 1702 student vid Uppsala universitet och blev 1706 auskultant vid Svea hovrätt. År 1709 blev han auskultant vid Göta hovrätt och 9 november 1710 landssekreterare i Jönköpings län (fullmakt 6 juli 1711). Han blev 15 januari 1714 häradshövding i Torna härad, samt flera härader i Skåne. Bildensköld blev 11 oktober 1718 häradshövding i landskrona läns lagsaga. Han adlades 3 augusti 1727 till Bildensköld och introducerades samma år på nummer 1818. Den 17 november 1736 blev han assessor i Göta hovrätt. Han avled 1740 och begravdes 25 september samma år i Sövde kyrka.
Bildensköld ägde Snogeholms slott i Sövde socken och Dybäcks slott i Östra Vemmenhögs socken.

### Familj
Bildensköld gifte sig första gången 23 juli 1711 med Sara Brita Ehrenpreus (1694–1723). Hon var dotter till överdirektören Joachim Ehrenpreus och Anna Hilletan. De fick tillsammans barnen Anna Catharina Bildensköld (1712–1771) som var gift med referendarien Gustaf Adolf von Kurtz i Pommern, Brita Christina Bildensköld (född 1713), Sara Bildensköld (född 1714), Elsa Elisabet Bildensköld (1715–1787) som var gift med löjtnanten Christian Fredrik Löwen och kaptenen Carl Gustaf Bödker, Sigrid Ulrika Bildensköld (1715–1758) som var gift med komministern Anders Christian Grotte, Eva Maria Bildensköld (1717–1791), hovrättsrådet Johan Gabriel Bildensköld (1720–1793), fänriken Olof Bildensköld (1722–1756) vid Hamiltonska regementet och Christina Bildensköld (1723–1723).
Bildensköld gifte sig andra gången 6 oktober 1724 med Petronella Catharina Bille af Dybeck. Hon var dotter till Christian Bille af Dybeck och Karin Wind.